# バンクーバー水族館
バンクーバー水族館（バンクーバーすいぞくかん、英:Vancouver Aquarium）は、カナダ、バンクーバーのスタンレーパーク内に位置する一般向けの水族館である。水族館として海洋研究、海洋保全、海洋生物の保護の中心を成していて、バンクーバーの主要な観光スポットにもなっている。水族館の入り口前には先住民族とオルカとのつながりの深さを物語るビル・リードがデザインしたオルカのブロンズ彫刻がある。

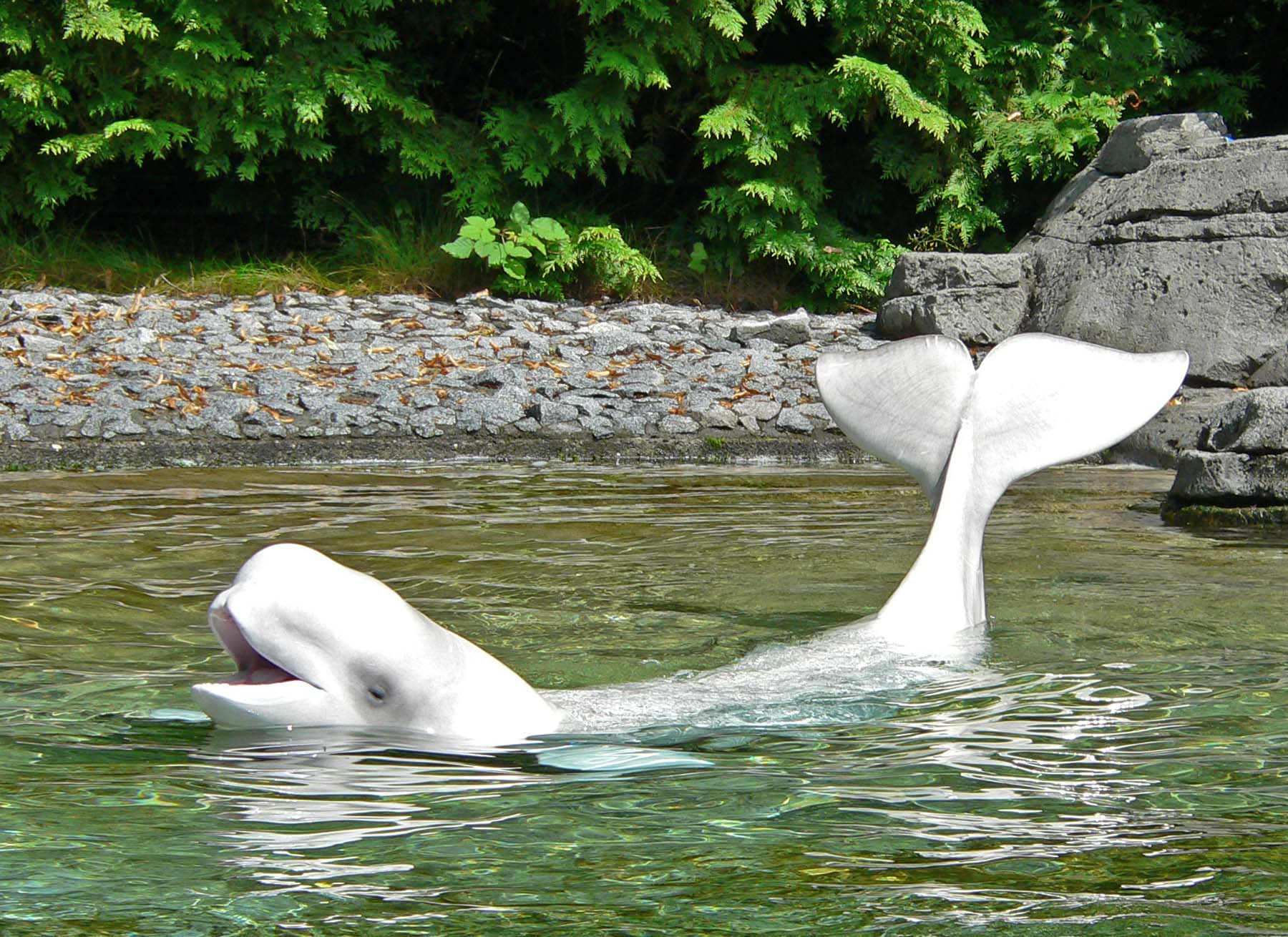
ショーを行うベルーガ

## 歴史
「"The Vancouver Public Aquarium Association"」（バンクーバー水族館協会）が1950年にUBCの水産海洋学の教授マリー・ニューマン、カール・リーツェ、ウィルバート・クレメンスにより設立された。その後、投資家や政府（バンクーバー市、BC州、カナダ政府）の支援を得て、1956年6月15日に開館した。
カナダ国内で公式に開館した最初の一般向け水族館であり、カナダ国内では最大、北米でも5番目の規模を持つ水族館となった。1964年、世界で最初にオルカの飼育・展示を始め、その他に現在も含め、クジラ・イルカ類の中ではベルーガ、イッカク、イルカなどを飼育してきた。
日本の水族館の中では江の島水族館と交流が深く、1985年にラッコをバンクーバー水族館から江の島水族館へ譲った歴史を持つ。
建設中の新しい施設が2014年にオープン予定。

## 施設
水族館の敷地面積はおよそ9,000平方メートル、100以上の水槽展示に合計9,500tの水量がある。
- パシフィック・カナダ・パビリオン（"Pacific Canada Pavilion"）
入口入った中央に260tの水槽があり、ジョージア海峡の魚などを展示している
- カナダ・アークティック（"Canada's Arctic"）
ベルーガを主に展示している
- ペンギン・ポイント（"Penguin Point"）
アフリカペンギンを展示している
- ザ・ワイルド・コースト（"The Wild Coast"）
屋外展示になっており、カマイルカ、ラッコ、ネズミイルカ、ゼニガタアザラシ、トド、キタオットセイを見ることができる。タッチプールなどもある。
- トレジャー・オフ・ザ・BCコースト（"Treasures of The B.C. Coast"）
BC州沿岸の生態系を紹介している
- トロピック・ゾーン（"Tropic Zone"）
熱帯の魚やツマグロなどを展示している
- グラハム・アマゾン・ギャラリー（"Graham Amazon Gallery"）
アマゾンの熱帯雨林をイメージした展示で、動物や鳥、魚などが展示されている。
- フロッグ・フォエバー？ギャラリー（"Frogs Forever? Gallery"）
世界中のカエルを集めて展示している
- カナコード・フィナンシャル・エクスプロレイション（"Canaccord Financial Exploration"）
水族館の取り組んでいる研究や保全活動プロジェクトの紹介などをしている。また、4-Dシアターがある場所でもある。